# Ràdio FM

Ràdio portàtil, que funciona amb piles, exclusivament per la banda de FM (anys vuitanta).

La Ràdio FM és un tipus de recepció de ràdio que funciona mitjançant Freqüència Modulada. Reben aquest nom també, els aparells que utilitzen aquest sistema.
La banda FM comercial fa servir les freqüències dels 87,5 MHz als 108 MHz.
En aquesta banda hi retransmeten la majoria d'emissores de ràdio a Catalunya.
Les pertorbacions (impulsos de soroll) modulen el senyal de radiofreqüència en amplitud. El senyal de FM però, es pot retallar de manera que aquestes pertorbacions d'amplitud s'eliminin, produint pocs (o cap) impulsos de soroll en el receptor.

## Inconvenients
Malgrat les millores, que s'han anat aportant les darreres dècades, la ràdio analògica continua presentant certes limitacions, tant de qualitat de so com de capacitat de transmissió de dades. Per solucionar totes aquestes limitacions i defectes hi ha disponible el conjunt d'estàndards DAB (DAB+ i DMB) per a emissores grans que es poden unir en un múltiple i per a emissores petites (locals i rurals) s'està desenvolupant el DRM+.
- Entre aquestes limitacions, cal esmentar l'efecte Doppler (moviment) que provoca la pèrdua de separació estèreo.
- D'altra banda, el sistema FM no va ser dissenyat d'origen per a la transmissió i serveis de dades. La capacitat de transmissió de dades via RDS (Radio Data System) és només de 1187,5 bps, dels que un 50% corresponen a dades d'emissora. Així doncs, hi ha una gran limitació en el conjunt d'aplicacions per baixa velocitat de transmissió.[3]
- Finalment, la banda d'FM també presenta una elevada saturació de l'espectre. Si es vol donar cobertura a tota Catalunya, atesa la variada orografia del territori i el gran nombre de zones d'ombra a les quals no arriben les cobertures dels grans centres emissors, són necessaris molts centres emissors petits repartits per Catalunya. Això implica que si es vol un senyal lliure d'interferències, no es poden assignar les mateixes freqüències a dos centres emissors propers, amb la qual cosa no es poden configurar xarxes isofreqüència. Per tant, estem davant d'un problema de saturació d'espectre i que provoca freqüents problemes d'interferències, especialment en moviment.[4]

## Descripció i avantatges

Espectre típic del senyal (banda base)

La qualitat de prestacions de la ràdio FM de tecnologia analògica (la FM que actualment rebem), s'ha anat millorant durant les darreres dècades, p.e.: amb el so estèreo (ràdio FM), amb la possibilitat de transmissió de dades via RDS (Radio Data System) o amb el Dolby FM similar al Dolby B
- La Ràdio FM convencional, en cas de recepció en moviment, quan baixa el nivell de recepció necessari per a gaudir d'un senyal de qualitat (relació S/N superior a 50 dB), en lloc de produir sorolls, distorsions i cancel·lacions del senyal dificultant la seva correcta recepció, pot emprar un recurs molt hàbil (automàtic o manual), "commutar a mode monofònic" que funciona bé amb una relació S/N inferior a 50 dB, opció que no existeix en els estàndards DAB (DAB+ i DMB) que, en condicions límits, simplement es queden muts.[6]

- La Ràdio FM analògica s'utilitza en alguns micròfons sense fils de baix cost que s'empren en karaoke o usos similars, el que permet a l'usuari utilitzar una ràdio FM com una sortida en lloc d'un amplificador dedicat i un altaveu. Els micròfons sense fil de nivell professional generalment usen bandes a la regió d'UHF

- Alguns auriculars sense fils transmeten en la banda de radiodifusió de FM, els auriculars sense fil d'alta qualitat superior fan ús de bandes de transmissió UHF de 315 MHz, 915 MHz o 2,4 GHz en lloc de la banda de radiodifusió de FM FM, perquè puguin funcionar en l'equip dedicat sense interferències.

- Transmissors de Ràdio FM analògica s'han utilitzat en micròfons sense fil en miniatura per a fins d'espionatge i vigilància (dispositius d'escolta secreta o els anomenats "bugs"); L'avantatge d'utilitzar la banda de radiodifusió de FM per a aquest tipus d'operacions és que l'equip receptor no seria considerat particularment sospitós.[7]

- Microbroadcasting: transmissors de baixa potència de Ràdio FM analògica, també s'utilitzen de vegades per a les estacions de ràdio de barri o de l'escola, tot i que les estacions de ràdio del campus sovint es fan injectant una portadora FM sobre la xarxa elèctrica.[8] Això es considera generalment una forma de microbroadcasting.